# Elecciones presidenciales de Argentina de 1874
Las elecciones presidenciales de Argentina de 1874 se llevaron a cabo para elegir al presidente de la República Argentina, que debía suceder a Domingo Faustino Sarmiento. En las mismas resultó elegido Nicolás Avellaneda, tras un acuerdo entre éste y Adolfo Alsina, que resultó en la fundación en marzo de ese año del Partido Autonomista Nacional (PAN), el cual gobernaría ininterrumpidamente el país hasta 1916, sin alternancia y bajo un virtual régimen de partido único. La presidencia de Avellaneda dio inicio a la llamada «república conservadora» o «república oligárquica».
Las elecciones se realizaron bajo el régimen de «voto cantado», caracterizado históricamente por el fraude electoral masivo, la violencia en los comicios, el voto venal (pago) y la baja participación, sin que se permitiera votar ni ser elegidas a las mujeres. Solo concurrió a votar el 1,2% de la población. La Constitución establecía que la elección del presidente y vicepresidente debía realizarse en forma indirecta y por separado, delegando la elección final de cada uno, en colegios electorales provinciales integrados por representantes elegidos en la elección primaria. Los electores se eligieron por el sistema de lista completa, siendo electos todos los candidatos más votados, en cada distrito electoral.
Avellaneda triunfó en las provincias de Catamarca, Córdoba, Corrientes, Entre Ríos, Jujuy, La Rioja, Mendoza, Salta, San Luis, Santa Fe y Tucumán. Su principal contrincante, el expresidente Bartolomé Mitre, triunfó en las provincias de Buenos Aires, San Juan y Santiago del Estero.

## Candidaturas

### Partido Autonomista Nacional
|                                     |                                        |
| Nicolás Avellaneda                  | Mariano Acosta                         |
| para presidente                     | para vicepresidente                    |
| {{{descripción}}}                   | {{{descripción}}}                      |
| Senador nacional por Tucumán (1874) | Gobernador de Buenos Aires (1872-1874) |

### Partido Nacionalista
| Partido Nacionalista                          |                                              |
| Bartolomé Mitre                               | Juan Eusebio Torrent                         |
| para presidente                               | para vicepresidente                          |
| {{{descripción}}}                             | {{{descripción}}}                            |
| Presidente de la Nación Argentina (1862-1868) | Diputado nacional por Corrientes (1862-1865) |

## Resultados del Colegio Electoral
Los colegios electorales se reunieron el 12 de junio de 1874, en cada una de las capitales provinciales y en la Ciudad de Buenos Aires. El 6 de agosto de 1874 la Asamblea Legislativa, la Cámara de Diputados y el Senado, dio la aprobación definitiva de las elecciones.
| Candidato a Presidente | Candidato a Presidente | Partido                      | Votos Electorales |
| ---------------------- | ---------------------- | ---------------------------- | ----------------- |
|                        | Nicolás Avellaneda     | Partido Autonomista Nacional | 145               |
|                        | Bartolomé Mitre        | Nacionalista                 | 79                |
| Total de votos         | Total de votos         | Total de votos               | 224               |
| No votaron             | No votaron             | No votaron                   | 4                 |
| Total de electores     | Total de electores     | Total de electores           | 228               |

| Candidato a Vicepresidente | Candidato a Vicepresidente | Partido            | Votos Electorales |
| -------------------------- | -------------------------- | ------------------ | ----------------- |
|                            | Mariano Acosta             | Nacional           | 145               |
|                            | Juan Eusebio Torrent       | Nacionalista       | 79                |
| Total de votos             | Total de votos             | Total de votos     | 224               |
| No votaron                 | No votaron                 | No votaron         | 4                 |
| Total de electores         | Total de electores         | Total de electores | 228               |

### Resultados por Provincia
| Provincia           | Presidente | Presidente |        | Vicepresidente | Vicepresidente |  | No votaron |
| Provincia           | Avellaneda | Mitre      | Acosta | Torrent        |                |  | No votaron |
| ------------------- | ---------- | ---------- | ------ | -------------- | -------------- |  | ---------- |
| Buenos Aires        |            | 53         |        |                | 53             |  | 1          |
| Catamarca           | 12         |            | 12     |                |                |  |            |
| Córdoba             | 25         |            | 25     |                | 1              |  |            |
| Corrientes          | 16         |            | 16     |                |                |  |            |
| Entre Ríos          | 17         |            | 17     |                | 1              |  |            |
| Jujuy               | 8          |            | 8      |                |                |  |            |
| La Rioja            | 8          |            | 8      |                |                |  |            |
| Mendoza             | 10         |            | 10     |                |                |  |            |
| Salta               | 12         |            | 12     |                |                |  |            |
| San Juan            |            | 10         |        | 10             |                |  |            |
| San Luis            | 10         |            | 10     |                |                |  |            |
| Santa Fe            | 12         |            | 12     |                |                |  |            |
| Santiago del Estero | 1          | 16         | 1      | 16             | 1              |  |            |
| Tucumán             | 14         |            | 14     |                |                |  |            |
| Total               | 145        | 79         |        | 145            | 79             |  | 4          |